# アワ・レディ・ピース
アワ・レディ・ピース（Our Lady Peace） は、カナダのオンタリオ州トロントにて1992年に結成されたオルタナティヴ・ロックバンドである。アルバムセールスは全世界で数百万枚を誇り、4度のジュノ・アワーズ（カナダのグラミー賞にあたる）、歴代最多10度のマッチミュージック・ビデオ・アワーズを受賞している。
これまでに7枚のスタジオ・アルバムと1枚のライブ・アルバム、2枚のコンピレーション・アルバムを作品として残している。

## メンバー

### 現在のメンバー
- レイン・メイダ / Raine Maida ：リード・ボーカル、リズムギター（1992年～）
- ダンカン・クーツ / Duncan Coutts ：ベース、バッキング・ボーカル（1995年～）
- スティーブ・マズール / Steve Mazur ：リード・ギター、バッキング・ボーカル(2002年～)
- ジェイソン・ピアース / Jason Pierce ：ドラム、パーカッション(2014年～）

### 元のメンバー
- マイク・ターナー / Mike Turner ：ギター、バッキング・ボーカル（1992年～2001年）
- クリス・イークレット / Chris Eacrett ：ベース(1992年～1995年）
- ジム・ニューウェル / Jim Newell ：ドラム(1992年～1993年)
- ジェレミー・タガート / Jeremy Taggart ：ドラム、パーカッション(1993年～2014年）

## ディスコグラフィー

### スタジオ・アルバム
- ナヴィード - Naveed （1994年）
- クラムシー - Clumsy （1997年）
- ハッピネス・・・イズ・ノット・ア・フィッシュ・ザット・ユー・キャン・キャッチ - Happiness... Is Not a Fish That You Can Catch （1999年）
  - 日本デビューアルバム
- スピリチャル・マシーンズ - Spiritual Machines （2000年）
- グラビティ - Gravity （2002年）
- ヘルシー・イン・パラノイド・タイムズ - Healthy in Paranoid Times （2005年）
- バーン・バーン - Burn Burn （2009年）
- カーヴ - Curve （2012年）
- サムシングネス - Somethingness （2017年）

### ライブ・アルバム
- ライブ'95 - Live '95 （1995年）
- ライブ - Live （2003年）
- ディケイド - A Decade （2006年）
- ベリー・ベスト・オブ・アワ・レディ・ピース - The Very Best of Our Lady Peace （2009年）